# Margaret Oliphant
Margaret Oliphant (Wallyford, 4 de abril de 1828 – Wimbledon, 20 de junho de 1897) foi uma escritora escocesa. Escrevia principalmente romances históricos, realismo doméstico e contos de horror. 
Foi uma escritora muito prolífica na Era vitoriana, tendo escrito seu primeiro livro aos 16 anos e produziu cerca de 300 artigos, 55 contos, mais de 90 romances e 25 trabalhos de não-ficção.

## Biografia
Margaret nasceu em 1828, em Wallyford, no condado de East Lothian, perto de Edimburgo. Era filha do clérigo local, Francis W. Wilson (c. 1788 – 1858) e sua esposa, Margaret Oliphant (1789 – 1854). Passou a infância em Glasgow e Liverpool. Sua mãe fazia questão de que sua filha soubesse ler e fosse versada em literatura, o que a fez receber mais instrução do que as mulheres normalmente recebiam na época.
Em 1852, casou-se com seu primo, o artista Frank Wilson Oliphant e o casal se estabeleceu em Camden. Frank trabalhava principalmente com vitrais, em especial para igrejas e residências. O casal teve seis filhos, mas três morreram ainda na infância. Devido à doença de Frank, a família se mudou para a Itália em busca de ares mais quentes e frescos, mas ele morreu apenas sete anos depois devido à tuberculose em Roma. Margaret acabou sozinha, com três crianças pequenas em casa e um monte de dívidas. Também foi a responsável por cuidar de Willie, seu irmão alcoólatra e seus três sobrinhos, filhos de seu outro irmão, Frank, que também acabou falindo e recebeu abrigo na casa da irmã. Pouco depois da morte do marido, a única menina entre os filhos de Margaret também morreu e foi sepultada ao lado do pai, em Roma.
No século XIX existiam poucos empregos e carreiras disponíveis para mulheres. Assim, a escrita acabou sendo uma saída elegante, onde ela podia trabalhar de casa e assim cuidar dos filhos. Foi uma escritora extremamente prolífica, tendo produzido dezenas de trabalhos, sendo que uma produção tão grande poderia pecar pela qualidade em alguns momentos e ela provavelmente escreveu tanto por precisar do dinheiro. Ainda assim, foi uma das mais importantes escritoras da Era vitoriana.

## Carreira
Seu primeiro livro Passages in the Life of Margaret Maitland (1849), foi um grande sucesso de crítica e público e dois anos depois recebeu continuações. Em 1851, publicou Caleb Field. Margaret começou a escrever para revistas literárias, como a Blackwoods, do editor William Blackwood, para a qual escreveu vários contos, ensaios, artigos e livros seriados , como Katie Stewart (1853). Como contribuía com vários artigos para uma única edição, muitos deles eram anônimos.

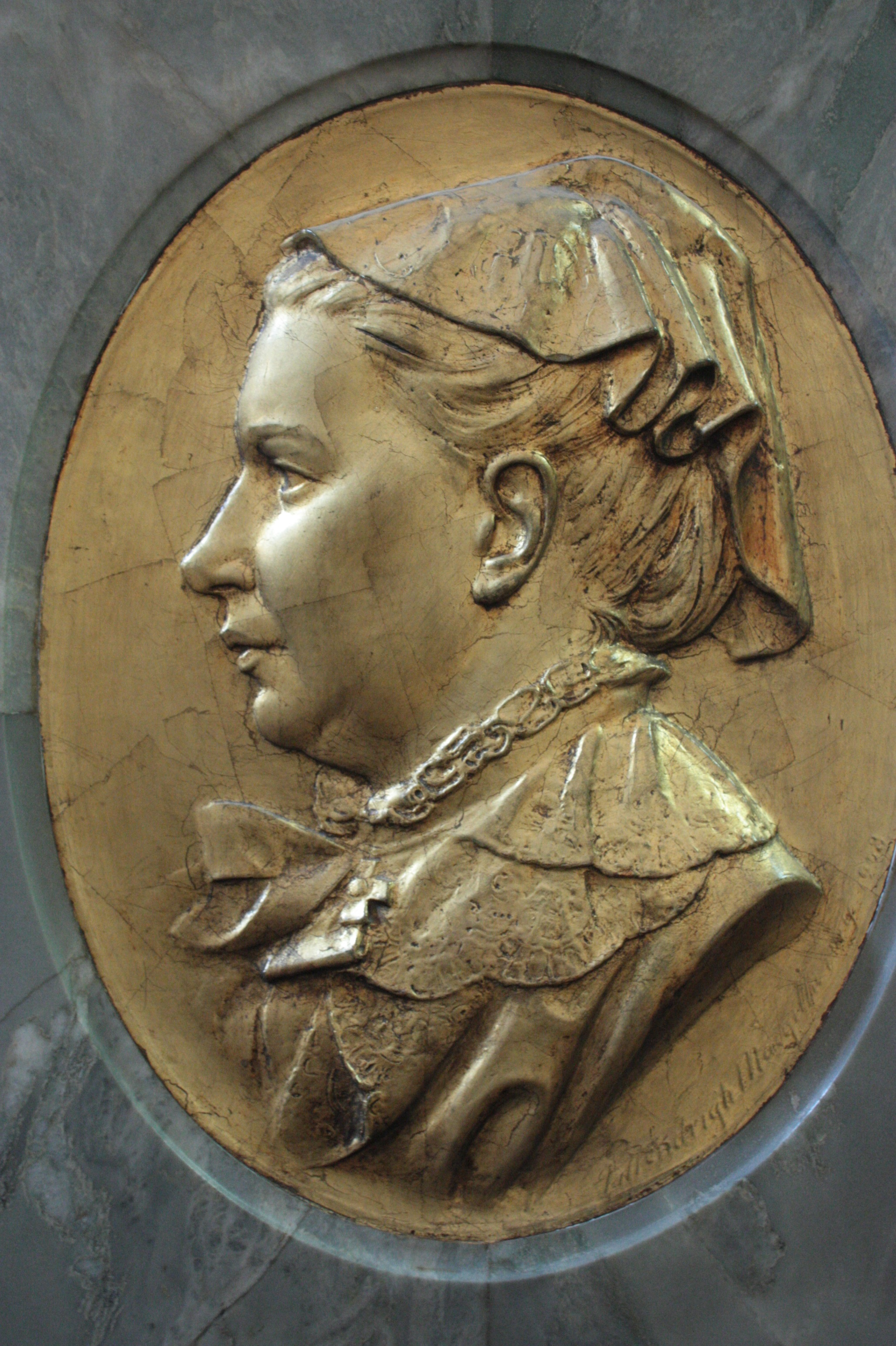
Memorial de Mrs Oliphant na St Giles' Cathedral, Edimburgo, obra de J. M. Barrie.

Em 1866, Margaret foi morar em Windsor para ficar perto dos filhos que estudavam no Eton College, tornando-se sua casa permanente. Na quele ano, sua prima Annie Louisa Walker, escritora e professora, se mudou para lhe fazer companhia e ser sua governanta.
Ainda que tivesse sucesso profissional, na família as tragédia se sucediam. Seu filho Cyril Francis, o mais velho, morreu em 1890. O mais novo, Francis, trabalhou com a mãe em Victorian Age of English Literature e chegou a trabalhar no Museu Britânico, mas logo foi mandando embora e morreu em 1894.

## Últimos anos e morte
Com a morte dos filhos, Margaret deixou de ter ânimo para escrever. Sua saúde piorou muito e em 20 de junho de 1897, em Windsor, Margaret morreu aos 69 anos. Ela foi sepultada em Eton, junto de seus filhos.

## Escrita
Na década de 1880, Margaret era a mentora da escritora irlandesa Emily Lawless. Por volta dessa época, dedicou-se a escrever contos sobrenaturais, como A Beleaguered City and Other Tales of the Seen and Unseen (1885). A Era vitoriana é conhecida por sua preocupação excessiva com a morte e o pós-morte e isso refletiu em muitos livros e trabalhos da época, inclusive de Margaret. Tendo perdido três filhos ainda na infância e o marido, além das mortes dos filhos adultos e da única menina, Margaret estava bem versada em assuntos de morte. Seus contos trabalham muito com a questão do conforto e amor com aqueles que ficam.
Escreveu ficção histórica, como Magdalen Hepburn (1854), que se passa durante a Reforma Escocesa e tem como protagonistas John Knox e a rainha Maria da Escócia. Boa parte de seu trabalho ressaltava a preocupação com as injustiças sofridas pelas mulheres e grande crítica aos valore sociais da sociedade do século XIX. Seu livro Kirsteen (1890) é um bom exemplo desse tipo de produção.

## Publicações

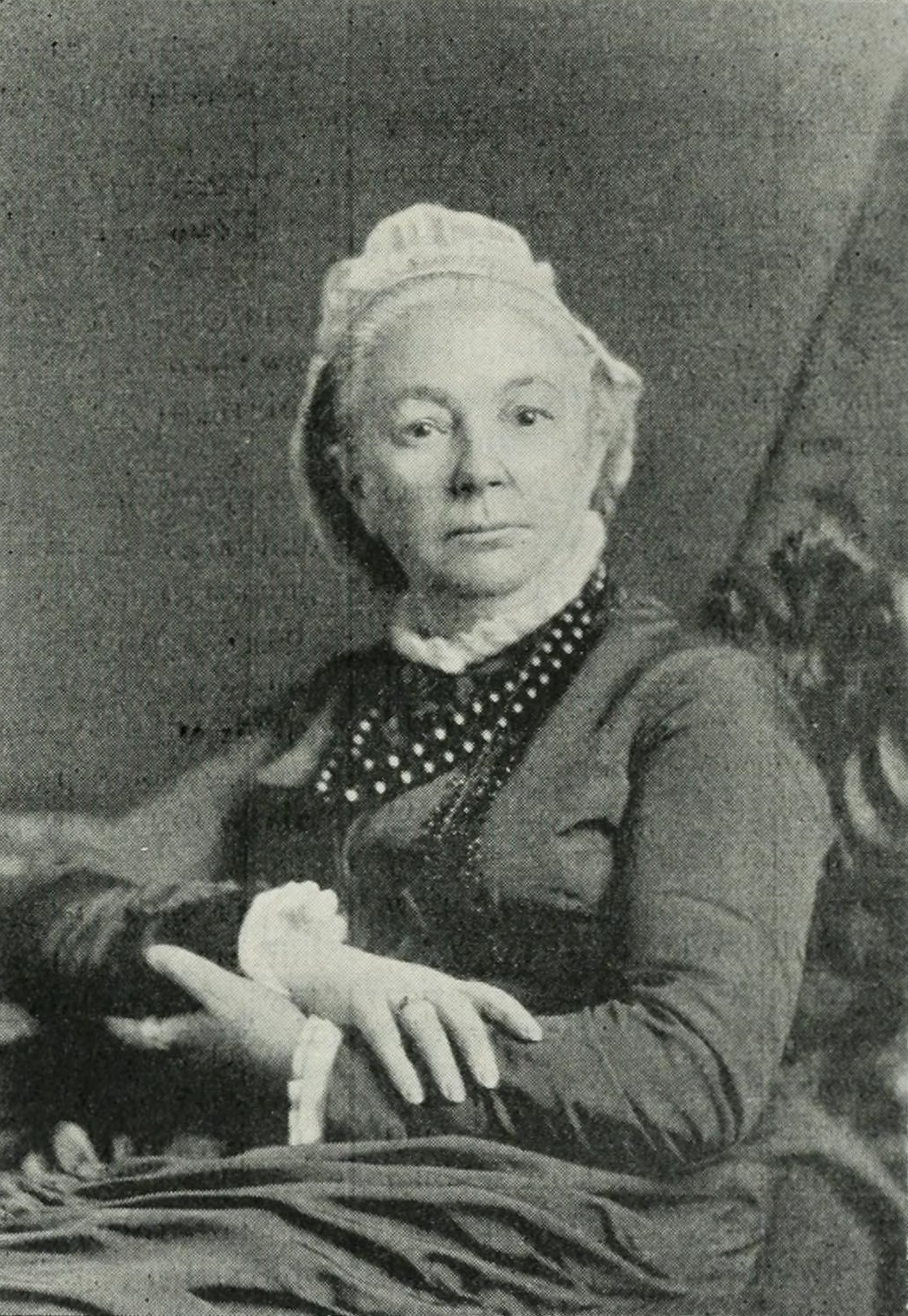
Foto de Margaret Oliphant, possivelmente 1897

### Livros
- Margaret Maitland (1849)
- Merkland (1850)
- Caleb Field (1851)
- John Drayton (1851)
- Adam Graeme (1852)
- The Melvilles (1852)
- Katie Stewart (1852)
- Harry Muir (1853)
- Ailieford (1853)
- The Quiet Heart (1854)
- Magdalen Hepburn (1854)
- Zaidee (1855)
- Lilliesleaf (1855)
- Christian Melville (1855)
- The Athelings (1857)
- The Days of My Life (1857)
- Orphans (1858)
- The Laird of Norlaw (1858)
- Agnes Hopetoun's Schools and Holidays (1859)
- Lucy Crofton (1860)
- The House on the Moor (1861)
- The Last of the Mortimers (1862)
- Heart and Cross (1863)
- The Chronicles of Carlingford in Blackwood's Magazine (1862–1865), republished as:
  - Salem Chapel (1863)
  - The Rector (1863)
  - Doctor's Family (1863)
  - The Perpetual Curate (1864)
  - Miss Marjoribanks (1866)
  - Phoebe Junior (1876)
- A Son of the Soil (1865)
- Agnes (1866)
- Madonna Mary (1867)
- Brownlows (1868)
- The Minister's Wife (1869)
- The Three Brothers (1870)
- John: A Love Story (1870)
- Squire Arden (1871)
- At his Gates (1872)
- Ombra (1872)
- May (1873)
- Innocent (1873)
- The Story of Valentine and his Brother (1875)
- A Rose in June (1874)
- For Love and Life (1874)
- Whiteladies (1875)
- An Odd Couple (1875)
- The Curate in Charge (1876)
- Carità (1877)
- Young Musgrave (1877)
- Mrs. Arthur (1877)
- The Primrose Path (1878)
- Within the Precincts (1879)
- The Fugitives (1879)
- A Beleaguered City (1879)
- The Greatest Heiress in England (1880)
- He That Will Not When He May (1880)
- In Trust (1881)
- Harry Joscelyn (1881)
- Lady Jane (1882)
- A Little Pilgrim in the Unseen (1882)
- The Lady Lindores (1883)
- Sir Tom (1883)
- Hester (1883)
- It Was a Lover and his Lass (1883)
- The Lady's Walk (1883)
- The Wizard's Son (1884)
- Madam (1884)
- The Prodigals and their Inheritance (1885)
- Oliver's Bride (1885)
- A Country Gentleman and his Family (1886)
- A House Divided Against Itself (1886)
- Effie Ogilvie (1886)
- A Poor Gentleman (1886)
- The Son of his Father (1886)
- Joyce (1888)
- Cousin Mary (1888)
- The Land of Darkness (1888)
- Lady Car (1889)
- Kirsteen (1890)
- The Mystery of Mrs. Blencarrow (1890)
- Sons and Daughters (1890)
- The Railway Man and his Children (1891)
- The Heir Presumptive and the Heir Apparent (1891)
- The Marriage of Elinor (1891)
- Janet (1891)
- The Story of a Governess (1891)
- The Cuckoo in the Nest (1892)
- Diana Trelawny (1892)
- The Sorceress (1893)
- A House in Bloomsbury (1894)
- Sir Robert's Fortune (1894)
- Who Was Lost and is Found (1894)
- Lady William (1894)
- Two Strangers (1895)
- Old Mr. Tredgold (1895)
- The Unjust Steward (1896)
- The Ways of Life (1897)

### Contos
- Neighbours on the Green (1889)
- A Widow's Tale and Other Stories (1898)
- That Little Cutty (1898)
- "The Open Door." em: Great Ghost Stories (1918)

### Artigos selecionados
- "Mary Russel Mitford," Blackwood's Magazine, Vol. 75, 1854.
- "Evelin and Pepys," Blackwood's Magazine, Vol. 76, 1854.
- "The Holy Land," Blackwood's Magazine, Vol. 76, 1854.
- "Mr. Thackeray and his Novels," Blackwood's Magazine, Vol. 77, 1855.
- "Bulwer," Blackwood's Magazine, Vol. 77, 1855.
- "Charles Dickens," Blackwood's Magazine, Vol. 77, 1855.
- "Modern Novelists—Great and Small," Blackwood's Magazine, Vol. 77, 1855.
- "Modern Light Literature: Poetry," Blackwood's Magazine, Vol. 79, 1856.
- "Religion in Common Life," Blackwood's Magazine, Vol. 79, 1856.
- "Sydney Smith," Blackwood's Magazine, Vol. 79, 1856.
- "The Laws Concerning Women," Blackwood's Magazine, Vol. 79, 1856.
- "The Art of Caviling," Backwood's Magazine, Vol. 80, 1856.
- "Béranger," Blackwood's Magazine, Vol. 83, 1858.
- "The Condition of Women," Blackwood's Magazine, Vol. 83, 1858.
- "The Missionary Explorer," Blackwood's Magazine, Vol. 83, 1858.
- "Religious Memoirs," Blackwood's Magazine, Vol. 83, 1858.
- "Social Science," Blackwood's Magazine, Vol. 88, 1860.
- "Scotland and her Accusers," Blackwood's Magazine, Vol. 90, 1861.
- "Girolamo Savonarola," Blackwood's Magazine, Vol. 93, 1863.
- "The Life of Jesus," Blackwood's Magazine, Vol. 96, 1864.
- "Giacomo Leopardi," Blackwood's Magazine, Vol. 98, 1865.
- "The Great Unrepresented," Blackwood's Magazine, Vol. 100, 1866.
- "Mill on the Subjection of Women," The Edinburgh Review, Vol. 130, 1869.
- "The Opium-Eater," Blackwood's Magazine, Vol. 122, 1877.
- "Russian and Nihilism in the Novels of I. Tourgeniéf," Blackwood's Magazine, Vol. 127, 1880.
- "School and College," Blackwood's Magazine, Vol. 128, 1880.
- "The Grievances of Women," Fraser's Magazine, New Series, Vol. 21, 1880.
- "Mrs. Carlyle," The Contemporary Review, Vol. 43, May 1883.
- "The Ethics of Biography," The Contemporary Review, July 1883.
- "Victor Hugo," The Contemporary Review, Vol. 48, July/December 1885.
- "A Venetian Dynasty," The Contemporary Review, Vol. 50, August 1886.
- "Laurence Oliphant," Blackwood's Magazine, Vol. 145, 1889.
- "Tennyson," Blackwood's Magazine, Vol. 152, 1892.
- "Addison, the Humorist," Century Magazine, Vol. 48, 1894.
- “The Anti-Marriage League,” Blackwood's Magazine, Vol. 159, 1896.